# Clotilde (reina)
Santa Clotilde (Lyon, c. 475-Tours, 3 de junio de 545) fue una princesa burgundia, esposa de Clodoveo I, rey de los francos.

## Etimología
Del franco *Hrōþihildi o *Hlōdihildi, "famosa en la batalla".

## Biografía
Fue hija de Chilperico II de Burgundia. En 493, su tío Gundebaldo asesinó a Chilperico y ahogó a su madre, Caretena, además de provocar el exilio de su hermana, Crona, que se hizo monja.
Se casó con Clodoveo en el año 492, tras haber sido perseguida por sus parientes, de confesión arriana. Convenció al rey de la conveniencia de convertirse al catolicismo y este accedió en caso de ganar la batalla de Tolbiac contra los alamanes, como así sucedió. El rey franco se hizo instruir por el obispo San Remigio, y en la Navidad de 496 fue bautizado solemnemente junto a una hermana suya y tres mil de sus hombres en Reims, lo que concedió a Francia el privilegio de ser llamada «Hija primogénita de la Iglesia». Fue un día grande y glorioso para la Iglesia católica, y de enorme alegría para Clotilde, que veía realizados sus sueños de tantos años. Desde entonces la nación francesa ha profesado la religión católica.
En el año 511 murió Clodoveo y, durante 36 años, Clotilde seguirá luchando por tratar de que sus hijos se comportasen de la mejor manera posible. Sin embargo, la ambición del poder los llevó a hacerse la guerra unos contra otros, y dos de ellos y varios nietos de la santa murieron a espada en aquellas guerras civiles por la sucesión.
San Gregorio de Tours dice que la reina Clotilde era admirada por todos a causa de su gran generosidad en repartir limosnas, y por la pureza de su vida y sus largas y fervorosas oraciones; la gente decía que más parecía una religiosa que una reina.
Después de la muerte de su esposo, vivió como una verdadera religiosa, pues desilusionada por tantas guerras entre los sucesores de su marido, se retiró a Tours y allí pasó el resto de su vida dedicada a la oración y a las buenas obras, especialmente a socorrer a pobres y a consolar enfermos y afligidos.
Sus dos hijos Clotario I y Childeberto I se declararon la guerra, y ya estaban los dos ejércitos listos para la batalla cuando Clotilde se dedicó a rezar fervorosamente por la paz entre ellos. Pasó toda una noche en oración pidiendo por la reconciliación de los dos hermanos. Sucedió que estalló entonces una tormenta tan espantosa que los dos ejércitos tuvieron que alejarse antes de recibir la orden de ataque. Los dos combatientes hicieron las paces y fueron a donde su santa madre a prometer que se tratarían como buenos hermanos y no como enemigos.
Santa Clotilde murió en Tours el 3 de junio de 545 y su cuerpo fue trasladado a París a la iglesia de Santa Genoveva, hoy Panteón de París.